# Bantar Agung (Sindangwangi)
Bantar Agung is een bestuurslaag in het regentschap Majalengka van de provincie West-Java, Indonesië. Bantar Agung telt 3310 inwoners (volkstelling 2010).